# Кромвелл (Айова)
Кромвелл (англ. Cromwell) — місто (англ. city) в США, в окрузі Юніон штату Айова. Населення — 105 осіб (2020).

## Географія
Кромвелл розташований за координатами 41°2′25″ пн. ш. 94°27′42″ зх. д. / 41.04028° пн. ш. 94.46167° зх. д. (41.040313, -94.461737).  За даними Бюро перепису населення США в 2010 році місто мало площу 0,75 км², уся площа — суходіл.

## Демографія
Згідно з переписом 2010 року, у місті мешкало 107 осіб у 42 домогосподарствах у складі 29 родин. Густота населення становила 142 особи/км².  Було 48 помешкань (64/км²).
Расовий склад населення:
| - 100,0 % — білих |

До двох чи більше рас належало 0,0 %. Частка іспаномовних становила 0,0 % від усіх жителів.
За віковим діапазоном населення розподілялося таким чином: 22,4 % — особи молодші 18 років, 64,5 % — особи у віці 18—64 років, 13,1 % — особи у віці 65 років та старші. Медіана віку мешканця становила 39,1 року. На 100 осіб жіночої статі у місті припадало 122,9 чоловіків;  на 100 жінок у віці від 18 років та старших — 118,4 чоловіків також старших 18 років.
Середній дохід на одне домашнє господарство  становив 63 419 доларів США (медіана — 62 500), а середній дохід на одну сім'ю — 80 363 долари (медіана — 73 750). За межею бідності перебувало 5,4 % осіб, у тому числі 0,0 % дітей у віці до 18 років та 10,5 % осіб у віці 65 років та старших.
Цивільне працевлаштоване населення становило 57 осіб. Основні галузі зайнятості: освіта, охорона здоров'я та соціальна допомога — 26,3 %, виробництво — 22,8 %, будівництво — 12,3 %, транспорт — 8,8 %.